# Rocco Carabba

Rocco Carabba

Rocco Sebastiano Nicola Carabba (Lanciano, 7 ottobre 1854 – Lanciano, 26 gennaio 1924) è stato un tipografo e editore italiano, fra i più noti d'Abruzzo. Nel 1880 fondò la casa editrice omonima.

## Biografia

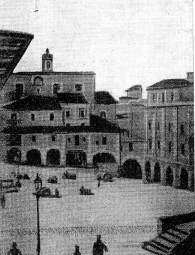
Lanciano nel 1870 ca., sulla destra di Piazza Plebiscito lo storico palazzo Carabba, sullo sfondo la Chiesa del Purgatorio.

Nacque da Florindo Carabba, maestro calzolaio e da Maria Colomba Casalanguida, ricamatrice di corredi. Fu battezzato nello stesso mese di ottobre nella chiesa di San Nicola col nome del nonno paterno, Rocco Carabba (1788-1829). Sebbene discendesse da una famiglia storica di Lanciano, il padre si era impoverito in seguito ad investimenti sbagliati e prossimo al fallimento, grazie all'intercessione del cognato Giacinto Auriti, si arruolò nella locale Guardia nazionale e rimase ucciso in un'imboscata di briganti il 6 gennaio 1861, appena trentacinquenne. La madre chiese aiuto al fratello prelato, don Ludovico Casalanguida, il quale si adoperò per impartire una buona educazione ai nipoti. Infatti, intorno al 1864, Rocco risulta iscritto alla Scuola di  Arti Applicate di Lanciano, la sorella Giovina in formazione come educanda e il fratello Luigi come apprendista in una tipografia. Nel 1868 Rocco, neppure quattordicenne, cominciò a frequentare la tipografia Frentana di Domenico Masciangelo, fondata nel 1861 a Lanciano, dove imparò i rudimenti della composizione tipografica.
L'8 novembre 1873, appena diciannovenne, si sposò con Maria Cardone e restarono a convivere con la madre di Rocco, Giovina e Luigi. Dall'unione nacque nel 1874 Florindo, che per salute cagionevole morirà a soli quattro mesi di vita. Pochi mesi prima della nascita del figlio Gino, avvenuta il 16 giugno 1876, decise di mettersi in proprio, acquistando l'attrezzatura necessaria, un torchio e una macchina azionata a mano, con un capitale iniziale di quattrocento lire. Così fu fondata la casa editrice Rocco Carabba. La bottega aveva sede nel quartiere Lancianovecchia, al piano terra di un palazzo ad angolo tra largo Tappia e via dei Frentani. Iniziò con soli quattro operai, compreso il fratello Luigi e un parente della moglie Maria. Le prime pubblicazioni riguardavano principalmente opuscoli, manifesti, santini, articoli pubblicitari, inviti di nozze. Mentre la sorella Giovina e la madre si ritirarono a vita monastica, la giovane famiglia e Luigi si trasferirono in una nuova casa nel quartiere Borgo. Nacquero altri figli: Anna Maria (1879), Giuseppe (1880), Florindo (1882), Anna (1883) e Vincenzo (1884). Solo Gino e Giuseppe sopravvissero al padre e portarono avanti il progetto editoriale.

Una cartolina del 1902 delle Poste italiane, dedicata ai "cavalieri del lavoro", riporta una sua fotografia ed un compendio della sua vita, concludendo: 
Nel 1912 si inaugurava un nuovo stabilimento che dava lavoro a più di 350 operai (400 in periodo stagionale). Lo stabilimento si trovava all'ingresso del viale Cappuccini, da Porta Santa Chiara, fu demolito dopo la guerra, del complesso resta una ex fornace-stamperia in via Ferro di Cavallo.
Nel 1917, dopo essere stato insignito del titolo di Cavaliere del Lavoro, fu nominato anche Commendatore della Corona d'Italia assieme agli editori Bocca e Laterza.
Durante la sua attività di editore fu in contatto con Gabriele D'Annunzio, del quale aveva pubblicato nel 1880 la seconda edizione di Primo vere, Giovanni Papini, Ardengo Soffici, Salvatore Di Giacomo, Giovanni Rabizzani, Giuseppe Antonio Borgese, Eva Kuhn. Collaborò anche con lo scrittore e drammaturgo Luigi Pirandello, che nel 1904-1908 fu a Lanciano e altri centri abruzzesi come presidente di commissione agli Esami di Stato. Nel 1904 per Carabba pubblicò il saggio "L'umorismo", nel 1908 ebbe una lite con lo stesso Pirandello per un contratto non rispettato dallo scrittore per la pubblicazione di novelle, che finì in tribunale, con la vittoria del Carabba.
Rocco Carabba, ancora nel pieno dell'attività lavorativa, morì il 26 gennaio 1924 stroncato da un infarto. Fu suo figlio Giuseppe ad assumere la direzione dell'azienda.

## Attività editoriale

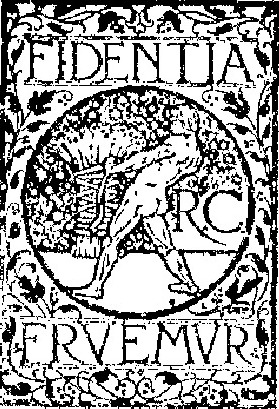
Logo della casa editrice Carabba

Attivo dapprima nella pubblicazione di periodici di viaggio presso la Tipografia Frentana Masciangelo a Lanciano (via del Popolo, oggi corso Roma), nel 1878 Carabba fondò la casa editrice omonima. L'apertura della bottega risale al 1876 quando Rocco, ventiduenne, acquistò un torchio e una macchina da stampa azionata a mano tramite un prestito di quattrocento lire. Il caso di Carabba è simile ad altre esperienze editoriali del periodo post-unitario: l'industria tipografica stava crescendo e si stava diffondendo, in Abruzzo era particolarmente attiva nella provincia di Chieti. In quest'area avevano sede molti istituti creditizi le cui attestazioni scritte (bollettini, bilanci, relazioni) venivano stampate proprio da Carabba. Risulta plausibile quindi che Carabba abbia ottenuto così i fondi per avviare la sua attività tipografica, passando dall'essere tipografo su commissione di terzi a tipografo-editore. La prima pubblicazione risale a un anno prima del debutto ufficiale, nel 1877, quando pubblicò uno studio di Edoardo Di Diego intitolato Le arti e le industrie di Lanciano. Studio e considerazioni. Un anno dopo un altro studio di Luigi Renzetti dal titolo Notizie istoriche sulla città di Lanciano e il primo numero di In Vacanza, periodico studentesco di otto pagine scritto a più mani tra studenti e narratori. 
Nel 1880 Carabba fece richiesta formale al comune di Lanciano per acquistare dei terreni edificabili in zona Santa Chiara, in modo da ampliare lo stabilimento e aggiungere più locali e macchinari. I lavori iniziarono nel 1892 e lo stabilimento nuovo venne inaugurato nel 1912. Il trampolino di lancio verso la notorietà arrivò proprio nel 1880, quando Francesco Paolo d’Annunzio, padre del futuro vate, commissionò a Carabba la seconda edizione riveduta di Primo Vere. Venne stampato anche Papaveri, libro di poesie di Edoardo Scarfoglio. In queste pubblicazioni si apprezza la perfezione tecnica raggiunta da Carabba, e fa la comparsa per la prima volta la sigla RC intersecata al motto della casa “Fidentia Fruemur” sui frontespizi dei libri. Nel 1885 avviò la pubblicazione dello studio architettonico di Pietro Piccirilli intitolato Monumenti Architettonici sulmonesi. Nel ventennio che intercorre tra il 1880 e il 1900 iniziò un periodo di intenso lavoro e numerose pubblicazioni, soprattutto studi e testi di scolastica, facendo emergere il profilo editoriale di Carabba. Tra questi: il Vocabolario dell’uso abruzzese di Gennaro Finamore (1880) del quale pubblicò anche Tradizioni popolari abruzzesi. Novelle (1883-1886); Briciole letterarie di Antonio De Nino (1884) e dello stesso autore pubblicò anche Il Messia d’Abruzzo (1890); uno studio economico scritto da Tommaso Bruni intitolato Le condizioni del credito e le banche popolari nella provincia di Chieti (1897); Biblioteca storica degli Abruzzi di Giovanni Pansa (1891). Continuò a occuparsi anche di periodici, editando il settimanale frentano Il Pallano (1883-1897) e la quadrimestrale Rassegna abruzzese di storia ed arte (1897-1898). In questo periodo prolifico vennero dati alle stampe molti testi di scolastica, che come settore fece la fortuna della casa editrice. Tra questi: Le regioni d’Italia di Esdra Bosio; Il sillabario graduato di Luigi Giustini; Breve sunto di storia patria ad uso degli alunni delle scuole elementari, Il primo libro del fanciulletto, Il secondo libro del fanciulletto, Carluccio e Maria e Fiori di ogni mese (esercizi di memoria per le elementari), tutti scritti da Guglielmo Sciarelli; Dal monte al mare (libro di lettura) scritto dal già pubblicato Antonio De Nino; Dialetto e lingua di Gennaro Finamore. Tra il 1894 e il 1899 terminarono i lavori del nuovo stabilimento che fu inaugurato nel 1912. La produzione nella prima bottega venne limitata alla stampa e redazione di giornali e lo spazio adoperato soprattutto come spaccio e magazzino. Dai quattro dipendenti degli inizi si passò a una quota di 150 operai che raddoppiò a 300 dopo la Prima guerra mondiale (che aveva apportato un inevitabile calo). Rocco veniva aiutato nel lavoro editoriale dei figli Giuseppe e Gino, quest’ultimo, vista l’incompatibilità lavorativa col fratello, decise di aprire una tipografia propria nei locali vicini allo stabilimento paterno. Nel 1896 si avvertì la necessità di cambiare il titolo della casa editrice scegliendo la dicitura “Stabilimento Cromolitografico e Tipografico Rocco Carabba. Casa Editrice premiata in tutte le Esposizioni ove concorse. Cartelli, Reclame a colori, Etichette, Cataloghi illustrati, Stampati comunali e per Banche, Edizioni Scolastiche”.
A proposito di progressi tecnologici e macchinari di produzione va ricordato che ad oggi resta ben poco dello stabilimento originario di Carabba. Nel periodo di massima produttività c’erano reparti di ogni sorta: composizione, stereotipia e stampa, linotype, allestimento, imballaggio e spedizione. Alcuni documenti rendono possibile una ricostruzione dell’inventario dei macchinari adoperati: il torchio a mano Albion del marchio Dell’Orto di Milano, alcune Pedaline, delle compositrici Linotype e Typograph della ditta Setzmaschine di Berlino. Altri macchinari sono elencati in una perizia redatta da Vincenzo Di Nanna dopo la morte di Rocco Carabba e in un inventario compilato in seguito al fallimento dell’azienda a partire dal 19 maggio 1950. I primi anni del Novecento vedono la nascita delle prime collane della casa editrice: nel 1901 le collane non scolastiche come Collezioncina nuova per fanciulli e La mia bibliotechina che riscossero presto molto successo; il 1909 è l’anno di nascita della collana Cultura dell’anima, forse la più famosa della casa editrice, composta da 163 pubblicazioni e conclusa nel 1938. Per questa collana Rocco, ormai sempre più attento alle nuove tendenze e interessato a diffondere la cultura a prezzi accessibili, si avvalse della collaborazione di molti intellettuali del tempo: Giovanni Papini, Ardengo Soffici che si occupava delle copertine, Giuseppe Prezzolini, Giovanni Amendola e la moglie e traduttrice Eva Kuhn, Giuseppe Antonio Borgese, Giovanni Rabizzani, Natalino Sapegno, Mario Praz, Piero Gobetti, Giuseppe Flores d’Arcais, Salvatore Di Giacomo e altri studiosi. Con Salvatore Di Giacomo avviò anche la collana Santi nell’arte e nella vita a cui collaborò anche Matilde Serao.
Gli anni Dieci sono costellati di altre famose collane: Scrittori nostri, L’Italia negli scrittori stranieri, Antichi e moderni, Scrittori italiani e stranieri (a cura di Gino Carabba, preziosa per la circolazione di letteratura tradotta). Durante la Prima guerra mondiale lo stabilimento fu trasformato in fabbrica di proiettili e riprese la produzione libraria nel 1919 con nuove collane per i giovani lettori dirette da Eva Kuhn. Nel Ventennio la casa editrice fronteggiò con difficoltà la competizione con altri marchi per la scolastica, costringendo Rocco e Giuseppe a ridurre le aree di mercato al sud e alla Sardegna. Nel 1924, dopo la morte di Rocco, il figlio Giuseppe prese in gestione l’azienda aggiungendo macchinari e collane. Purtroppo nel corso degli anni le difficoltà di gestione e amministrazione aumentarono, con un peggioramento durante Seconda guerra mondiale e il culmine nel 1943, anno in cui lo stabilimento fu occupato, saccheggiato e distrutto dalle truppe. Il 1950 è l’anno del dichiarato fallimento fino alla rifondazione avvenuta nel 1996.